# Dawid Frischmann
Dawid Frischmann (ur. 31 grudnia 1859 w Zgierzu, zm. 4 sierpnia 1922 w Berlinie) – żydowski pisarz, poeta, eseista, krytyk literacki i tłumacz literatury pięknej tworzący w języku hebrajskim i jidysz.
Frischmann pochodził z zamożnej żydowskiej rodziny zgierskich fabrykantów. Edukację rozpoczął w szkole przy zgierskiej synagodze. W latach 1890–1895 studiował filologię, filozofię i historię sztuki na Uniwersytecie Wrocławskim. W 1895 zamieszkał w Warszawie, zajmując się tłumaczeniami literatur niemieckiej, rosyjskiej i angielskiej na hebrajski. Współpracował z tamtejszymi żydowskimi gazetami Der Hojz-Frajnd, Der Jud, Der Frajnd oraz dziennikami łódzkimi. W latach 1911–1912 przebywał Palestynie. Po wybuchu I wojny światowej został internowany w Berlinie, w 1915 powrócił do Warszawy, skąd został deportowany do Odessy. Po rewolucji lutowej w 1917 przeniósł się do Moskwy, gdzie kierował żydowskim wydawnictwem AJ Stybel i kontynuował działalność literacką i przekładową. Po zamknięciu wydawnictwa przez bolszewików w 1919 r. wrócił do Warszawy. W 1922 r. udał się do Berlina, wkrótce zmarł i został tam pochowany.